# Janet Osgerby
Janet Osgerby (* 20. Januar 1963 in Preston) ist eine ehemalige britische Schwimmerin.
Bei den Olympischen Spielen 1980 in Moskau fand zunächst der Wettbewerb über 200 Meter Schmetterling statt. Janet Osgerby verpasste als 14. der Vorläufe das A-Finale, während ihre Zwillingsschwester Ann Osgerby den sechsten Platz belegte. Das Finale über 100 Meter Schmetterling erreichten beide Schwestern. Ann Osgerby schlug als Vierte hinter drei Schwimmerinnen aus der DDR an, Janet Osgerby wurde Achte.